# Хорацио Нелсън
Вицеадмирал Хорацио Нелсън, 1-ви виконт Нелсън, (на английски: Horatio Nelson, произнася се Хорейшо Нелсън) е британски адмирал, известен с участието си в Наполеоновите войни и най-вече с битката при Трафалгар, в която губи живота си.
Като морски офицер не практикува военните тактики на времето си, а предпочита прерязването и пробивите през противниковите линии. Нелсън е забележителен още със способността си да вдъхновява и извлича най-доброто от хората си, известна като „The Nelson Touch“ (Нелсъновият подход).
През 1798 г., въпреки че е женен от 1787, Нелсън се впуска в любовна афера с Ема Хамилтън, съпруга на Уилям Хамилтън, британски посланик в Неаполитанското кралство. Тази връзка продължава до смъртта на адмирала.
Още преди гибелта си през 1805 г., Нелсън става национален герой и това му осигурява държавно погребение. Паметта му е почетена чрез множество паметници, най-известният от които е „Колоната на Нелсън“ на площад Трафалгар в Лондон.

## Ранен живот
Хорацио Нелсън е роден на 29 септември 1758 г. в жилището на енорийски пастор в Бърнам Торп, графство Норфолк, Англия, като шестото от единадесет деца на преподобния Едмунд Нелсън и Кетърин Нелсън. Майка му, която умира когато Хорацио е деветгодишен, е правнучка на сър Робърт Уолпол, де факто първият министър-председател на Великобритания. Тя живее в Barsham, Съфолк и се омъжва за преподобния Едмунд Нелсън от църквата в Beccles, Съфолк, през 1749 г.
Нелсън за кратко учи в основното училище „Пастън“ в град Норт Уолшъм, където създава доживотни приятелства. Той посещава също училище в Норич и на дванадесет години се записва в Кралския военноморски флот на Великобритания. Морската му кариера започва на 1 януари 1771, когато се явява на служба на кораба Raisonnable, като обикновен моряк и кормчия. Чичото на Нелсън по майчина линия, капитан Морис Саклинг, е командир на плавателния съд. Скоро след като е качен на борда, Нелсън е назначен за мичман и започва обучение за офицер. Нелсън открива, че боледува от хронична морска болест, която го преследва до края на живота му.

## Начало на морската кариера
HMS Raisonnable е подготвян за влизане в строя на британските морски сили, по време на обтегнати отношения с Испания, но когато този период отминава, Саклинг е прехвърлен на кораба HMS Triumph. Капитан Саклинг става надзорник на морската флота през 1775 г. и използва позицията си, за да подпомогне бързото издигане на Нелсън. Нелсън е изпратен да служи на борда на The West Indiamen, собственост на фирмата на Хиберт, Пуриър и Хартън, за да натрупа опит за живота в открито море. В това положение Нелсън прекосява на два пъти Атлантическия океан, завръщайки се да служи под командването на Саклинг, като командир на неговата платноходка, пренасяща хора от и към сушата.
Нелсън научава за планирана експедиция от Константин Фипс, имаща за цел да проучи маршрут в Северния ледовит океан, чрез който ще бъде достигната Индия – митичният Северозападен проход. По негова молба Саклинг го урежда да участва в експедицията като юнкер на преустроения HMS Carcass. Експедицията достига на 10 градуса от Северния полюс, но не успява да намери път през плътните ледове и е принудена да се върне обратно. Около 1800 г. командирът на Нелсън от Caracass, Скефингтън Лутуид, започва да разпространява история, че веднъж докато корабът бил пленник на ледовете, Нелсън вижда и започва да преследва бяла мечка, докато не му е заповядано да се завърне на кораба. В по-късна версия на историята от 1809 г. се споменава, че Нелсън и негов другар са преследвали бяла мечка и на въпроса „Защо?“ Нелсън отговаря: „Исках, сър, да занеса кожата на баща ми“.
След завръщането на експедицията във Великобритания за кратко Нелсън служи на Triumph и след намеса на Саклинг, е прехвърлен на HMS Seahorse, един от два кораба, подготвяни за отплаване към Източна Индия.
Нелсън отплава за Източна Индия на 19 ноември 1773 г., пристигайки в британския преден пост Мадрас на 25 май 1774 г. Нелсън и Seahorse прекарват остатъка от годината в плаване и ескортиране на търговски кораби. С избухването на първата война между Англия и царство Марата британският флот действа в подкрепа на Източноиндийската компания и в началото на 1775 Seahorse е изпратен да пренесе товар от пари на компанията до Бомбай. На 19 февруари Seahorse е атакуван от 2 вражески кеча, но ги отблъсква след кратка размяна на обстрел. Това е първото участие на Нелсън в битка. Останалата част от годината преминава в ескортиране на кораби, а Нелсън продължава да развива уменията си в навигацията и управлението на кораба. Всичко това приключва, когато британецът се разболява от малария в началото на 1776 г. Сериозно болен, той е свален от борда на Seahorse и е върнат в Англия от кораба HMS Dolphin. Нелсън прекарва 6-месечното морско пътуване във възстановяване и при пристигането си в Британия през септември 1776 г. е почти здрав.
Неговият закрилник Саклинг по онова време вече заема поста на Трети морски лорд, използвайки влиянието си, за да уреди служба на Нелсън като лейтенант на борда на HMS Worcester, подготвян за отплаване към Гибралтар. Worcester, под командването на капитан Марк Робинсън, отплава като придружаващ конвой на 3 декември и се връща във Великобритания с друг конвой през април 1777 г.
При своето завръщане Нелсън пътува до Лондон, за да се яви на изпит за лейтенант, който се провежда на 9 април в присъствието на капитаните Джон Кемпбъл, Абрахам Норт и чичо му Морис Саклинг. Нелсън издържа изпита успешно и на следващия ден получава своето назначение на HMS Lowestoffe, подготвян за отплаване към Ямайка под командването на капитан Уилям Локър. Корабът отплава на 16 май, пристига на 19 юли и след зареждане с провизии провежда няколко плавания из Карибско море.
Избухването на Американската война за независимост предоставя възможност на Нелсън да докаже себе си. Worcester извоюва няколко бойни трофея, един сред който е малкият кораб Little Lucy. След молба от страна на Нелсън, той получава правото да я командва и предприема с кораба си две самостоятелни обиколки. Локър, впечатлен от уменията на Нелсън, го препоръчва на новия главнокомандващ в Ямайка, сър Питър Паркър, който взима Нелсън на своя флагмански кораб HMS Bristol. Влизането на Франция във войната на страната на американците предоставя допълнителни цели за флотата на Паркър и голям брой плячка е завзета към края на 1778, донасяйки на Нелсън грубо £400. На 8 декември Паркър определя сънародника си за „собственик и командир“ на брига HMS Badger.
Нелсън и Badger прекарват по-голямата част от 1779 г. в патрулиране покрай бреговете на Централна Америка, достигайки британските селища в Хондурас и Никарагуа, но без особен успех в придобиването на плячка от врага. При завръщането си в Порт Роял, Нелсън научава, че Паркър го е повишил в капитан първи ранг на 11 юни и му предоставя друго командване. Нелсън предава Badger на Кътбърт Колингууд, докато чака своя нов кораб, фрегатата HMS Hinchinbrook, въоръжена с 28 оръдия и пленена от французите. Докато Нелсън чака, до Паркър достигат новини, че френска флота под командването Чарлз Хектор приближава Ямайка. Паркър спешно подготвя отбраната си, поставяйки Нелсън като командир на Форт Чарлс, за да защитава достъпа до Кингстън. Хектор обаче се отправя на север, предусещайки че опитът за инвазия няма никога да се осъществи. Нелсън поема командването на Hinchinbrook на 1 септември.
Hinchinbrook отплава от Порт Роял на 5 октомври 1779 и след като се присъединява към още няколко британски кораби, се отправя за американска военна плячка. При завръщането си в Ямайка през декември, Нелсън започва да изпитва проблеми от повтаряща се маларийна атака, но остава в Западните Индии, за да участва в опита на генерал-майор Джон Далинг, за завладяване на испанските колонии в Централна Америка, включващо нападение над крепостта Сан Хуан в Никарагуа. Hinchinbrook отплава от Ямайка през февруари 1780 като ескорт на военните сили на Далинг и след като достига устието на река Колорадо, атакува успешно испански наблюдателен пост. Въпреки този бърз успех основните сили за атаката над форт Сан Хуан, се протакат и провлачват, но Нелсън е похвален за своите усилия. След това англичанинът е отзован от Паркър и му е възложено командването на 44-оръдейната фрегата HMS Janus.
Нелсън обаче е сериозно повален от повторна малария в джунглите на Коста Рика и е неспособен да поеме командването. Той е освободен от служба през август и върнат във Великобритания на борда на HMS Lion. Пристига в края на ноември и прекарва следващите месеци във възстановяване. Той постепенно си възвръща здравето и започва да обсъжда възможности за ново командване. Назначен е на фрегатата HMS Albemarle на 15 август 1781.

## Командване

### Капитан наAlbemarle
На 23 октомври Нелсън получава заповеди да изведе новоремонтираната Albermarle в открито море, за да се присъедини към завръщащ се конвой на Руската компания в Елсинор и да го ескортира обратно до Великобритания. За да изпълни това, фрегатите HMS Argo и HMS Enterprize също са поставени под негово командване. Нелсън успешно организира конвоя и го ескортира до Британия, но след като го оставя, е затормозен от няколко бури при завръщането си.
Albemarle е зле проектиран кораб, търпи значителни повреди заради бурите и почти потъва след сблъсък с друг кораб. Нелсън накрая отплава с Albermarle за Портсмът през февруари 1782 г. Там получава заповеди да пригоди Albemarle за плаване, за да се присъедини към ескорт на конвой, събиращ се в Корк и отплаващ за Квебек. Нелсън достига Нюфаундленд в края на май и после тръгва на круиз за лов на американски капери. В това начинание Нелсън няма успех, постигайки единствено възвръщане на няколко пленени британски търговски кораба, известен брой малки рибарски лодки и други разновидни плавателни съдове. През август той едва избягва от далеч превъзхождащи го сили под командването на Louis-Philippe de Vaudreuil, след продължително преследване.
Нелсън се отбива за кратко в Квебек на 18 септември. Отплава отново като част от ескорт за конвой до Ню Йорк, пристигайки в средата на ноември и докладвайки на адмирал Самуел Худ, командир на британската флота, базирана там. По молба на Нелсън, Худ го прехвърля в неговата флота и Нелсън отплава в компания с него за Западна Индия през ноември. При тяхното пристигане, флотът заема позиция извън Ямайка, очаквайки пристигането на френска флота под командването на de Vaudreuil. Нелсън и Albemarle имат заповеди да разузнаят многобройни коридори за следи от врага, но в началото на 1783 г. става ясно, че французите са избегнали Худ. Дотогава Нелсън е съставил план за превземане на френските гарнизони на островите Търкс. Поемайки командването на малка флотилия от фрегати и по-малки плавателни съдове, той стоварва на сушата 167 моряци, рано сутринта на 8 март и осигурява поддържащ обстрел.
Французите се оказват добре укрепени и Нелсън е принуден да прекрати щурма след няколко часа. Нелсън е критикуван от част от участвалите в атаката офицери, но Худ изглежда не го порицава за неуспеха. Нелсън прекарва остатъка от войната в обикаляне из Източна Индия, пленявайки френски и испански кораби. След като новините за мир достигат до Худ, на Нелсън е наредено да се завърне у дома, пристигайки във Великобритания в края на юни 1783 г.

### Невис и сватба
Нелсън посещава Франция в края на 1783, оставайки при познати в Сент Омер и се опитва набързо да научи френски. Завръща се в Англия през януари 1784 и посещава двора със своя стар командир Худ и свитата му. Повлиян от фракционни политици, той обмисля евентуално участие в Парламента на Великобритания на изборите тази година, като поддръжник на Уилям Пит, но не успява да си намери избирателен район. Вместо това му е предоставено командването на фрегатата Boreas и възложено да наложи спазването на Навигационния акт в околностите на Антигуа. На американски плавателни съдове към тогавашна дата е забранено да търгуват с британските колонии в Карибско море, непопулярно правило сред колониите и американците.
Нелсън служи на поста си под командването на адмирал сър Ричард Хюс, но често стига до конфликти със своя по-висш офицер за интерпретирането на навигационните актове. След като хваща четири американски плавателни съда извън Невис, Нелсън е даден под съд от капитаните на корабите за незаконно задържане. Тъй като търговците от Невис поддържат капитаните, Нелсън е изложен на опасност да бъде арестуван и е принуден да се усамоти на Boreas за осем месеца. Толкова време отнема на съдиите да отхвърлят обвиненията на капитаните, но в промеждутъка от време Нелсън среща Франсес (Фани) Несбит, вдовица от Невис. Нелсън и Фани се венчават на 11 март 1787 в края на неговата обиколка из Карибско море. Нелсън се завръща в Англия, пристигайки през юли, а Фани го последва по-късно.

### По време на мира
Нелсън остава на Boreas, докато не приключва задълженията си на кораба през ноември същата година. Британецът и Фани разделят времето си между Бат и Лондон, от време на време посещавайки роднините на Нелсън в Норфолк. Накрая двойката се установява в родния дом на Нелсън в Бърнам Торп през 1788 г. Сега за половин заплащане Нелсън се опитва да убеди Адмиралтейството и други старши фигури, с които се познава, такива като Худ, да му предоставят някакво командване. Не постига успех, защото флотът разполага с твърде малко кораби по време на мира и Худ отказва да помогне.
Нелсън прекарва времето си обръщайки внимание на семейните дела и сипейки ласки към различни връзки във флота, за да може да бъде нает на работа. През 1792 г. правителството на Френската революция анексира Австрийска Нидерландия (днешна Белгия), която открай време е неутрална зона. Нелсън е призован отново на служба и му е предадено командването на Agamemnon (64 оръдия) през януари 1793 г. На 1 февруари Франция обявява война.

### Служба в Средиземно море
Нелсън отплава през май, като част от дивизия под командването на вицеадмирал Уилям Хотъм, и месец по-късно се присъединява към останалата флота на лорд Худ. След това те отплават към Гибралтар с намерението да установят военноморско превъзходство в Средиземно море, проправят си път до Тулон и хвърлят котва в пристанището през юли. Тулон до голяма степен е под контрола на умерените републиканци и монархистите, но градът е заплашен от силите на конвента, които маршируват към града.
С недостатъчно провизии и съмнявайки се във възможността да защитят себе си, градските власти отправят молба към Худ да ги приеме под закрилата си. Худ с готовност се съгласява и изпраща Нелсън да занесе официално писмо до кралствата на Сардиния и Неапол с молба за военни подкрепления. След доставянето на молбата в Сардиния, Нелсън пристига в Неапол в началото на септември. При пристигането си той е посрещнат от Фердинанд I, крал на Неапол, последван от британския посланик в кралството Уилям Хамилтън.
По време на провеждането на преговорите за изпращане на военни подкрепления, Нелсън среща за първи път съпругата на Уилям – Ема Хамилтън. Преговорите бързо приключват и до средата на септември са събрани няколко кораба и 2000 души. Нелсън отплава в преследване на френска фрегата, но след провал по залавянето ѝ се отправя към Ливорно и после – Корсика. Пристига в Тулон на 5 октомври, където заварва отчайваща обстановка. Многобройна френска армия е окупирала хълмовете, обграждащи града, и го обстрелва. Худ все още се надява, че градът може да бъде удържан, ако пристигнат повече подкрепления, и междувременно изпраща Нелсън да се присъедини към ескадра, действаща около Каляри.

### Корсика
Рано сутринта на 22 октомври 1793 г., Agamemnon забелязва пет платна пред себе си. Нелсън се приближава към тях и открива, че са част от френска ескадра. Agamemnon веднага започва преследване, подлагайки на обстрел Melpomene (40 оръдия) и му нанася значителни поражения, но останалите френски кораби се обръщат, за да встъпят в битката и осъзнавайки че е превъзхождан по оръдия, Нелсън отстъпва и продължава пътя си към Каляри, където пристига на 24 октомври.
След извършения ремонт Agamemnon отплава на 26 октомври за Тунис, като част от ескадра под командването на комодор Robert Linzee. Там Нелсън получава командването на малка ескадра, съставена от Agamemnon, 3 фрегати и едномачтов шлюп, и заповед да блокира френския гарнизон в Корсика. В края на декември пристига новината за падането на Тулон. Худ не е осигурил подходящ път за отстъпление и 18 линейни кораба са попаднали в ръцете на републиканците. Мисията на Нелсън придобива допълнително значение, защото при успех ще осигури база близо до френския бряг. Худ изпраща на Нелсън допълнителни кораби, които са използвани за усилване на блокадата през януари 1795.
Британските сили за атаката са оставени на сушата на 7 февруари, след което Нелсън се премества и усилва блокадата на Бастия. Прекарва останалата част от месеца във внезапни нападения покрай брега и пресрещане на вражески плавателни съдове. В края на февруари е превзет Сейнт Фиоренцо и британските войски на Дейвид Дундас пристигат в покрайнините на Бастия. Дундас обаче само проверява позициите на врага и отстъпва с довода, че френските сили са твърде добре окопани. Нелсън е убеден в противното, но продължителният дебат между армейските и морските командири е причина Нелсън да получи разрешение за действие едва в края на март. Тогава Нелсън започва да сваля оръдия от корабите и да ги разполага по хълмовете около града. На 11 април британска ескадра влиза в пристанището и открива огън, докато Нелсън командва сухопътните войски и обстрела. След 45 дни градът се предава. След това Нелсън започва да подготвя атаката над Calvi заедно с генерал-лейтенант Чарлс Стюард.
Двамата осъществяват дебаркиране на 19 юни и незабавно започват да местят оръдия на сушата, за да окупират височините около града. Докато Нелсън ръководи продължителен обстрел на града, Стюард започва да придвижва хората си напред. Рано сутринта на 12 юли, Нелсън е на една от предните батареи, когато снаряд удря пясъчните диги пред позицията и летящите камъни и пясък удрят Нелсън в дясното око. Това го принуждава да се оттегли, но след като окото е превързано, се връща в битката. Към 18 юли повечето от вражеските позиции са неутрализирани и през нощта Стюард, подкрепен от Нелсън, превзема главната отбранителна позиция. Премествайки оръдията си, британците подлагат Calvi на постоянна бомбардировка, и градът се предава на 10 август. При тази обсада зрението на Нелсън е безвъзвратно наранено и дясното му око губи завинаги зрението си.

## В литературата и изкуството
Книгата „Животът на лорд Нелсън“ (The Life of Horatio Lord Nelson) на Робърт Саути е биографичен разказ за живота на мореплавателя, за когото съществуват и легенди, чиято публикация от 1813 е с илюстрации от Ричард Уестал (вж например Нелсън и мечката).